# Gabelbrückenversatz

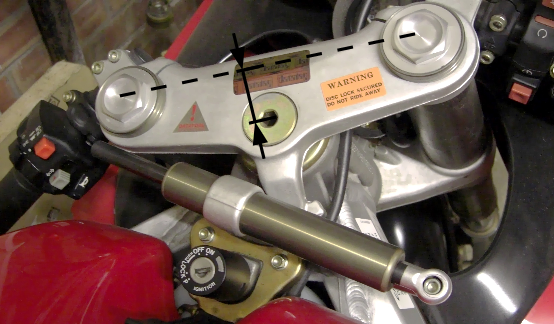
Gabelbrückenversatz

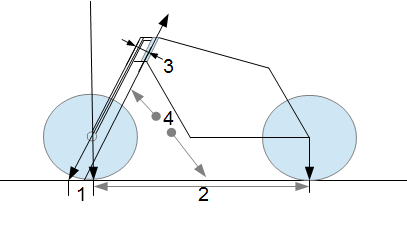
Lenkgeometrie Zweirad:
1: Nachlauf
2: Radstand
3: Gabelbrückenversatz
4: Lenkkopfwinkel

Der Gabelbrückenversatz ist der Abstand zwischen der Achse des Lenkkopfs und der Ebene der Achsen der Standrohre bei Teleskopgabeln.
In der Gabelbrücke bilden die Aufnahmebohrungen der Standrohre der Teleskopgabel und die Bohrung für den Lenkkopf ein stumpfes, „abgeflachtes“ Dreieck, der Lenkkopf ist – in Fahrtrichtung gesehen – etwas nach hinten versetzt. Der übliche „Versatz“, liegt bei allen modernen Motorrädern zwischen 25 und 40 mm. Mit dem Gabelbrückenversatz kann der Hersteller die Feinabstimmung der Fahrwerksgeometrie vornehmen. Ein größerer Gabelbrückenversatz („Offset“) ergibt bei gleichem Lenkkopfwinkel einen größeren Radstand und etwas geringeren Nachlauf.
Durch einen Unterschied zwischen oberer und unterer Brücke entsteht die sogenannte „gereckte Gabelbrücke“; damit kann der Nachlauf zusätzlich verkürzt oder verlängert werden.

„Die unterschiedlichen Kombinationen von Gabelbrückenversatz und Lenkkopfwinkel legen den Nachlauf fest.“